# アメリカニンジン
アメリカニンジン（亜米利加人参・学名Panax quinquefolius）は、ウコギ科の薬用植物。北アメリカ東部原産。根の部分を薬用として用いる。生薬としては「花旗参」「西洋人参」「広東人参」などと呼ばれるが、いまだ日本語の定訳はない。
北アメリカ原産であり、いまだに当地の野生のものが最上質とされるため、中国におけるアメリカ国旗（星条旗）の旧称である「花旗」に因んで「花旗参」と称する。同様の理由で「西洋人参」とも呼ばれる。広東人参の名称は、広州や香港を経由して輸出されていたことに因む。
アメリカ合衆国北東部からカナダ南部の森林地帯に分布する。北米先住民は古くから根と葉を薬草として用いていた。1800年代から、採集された野生の根を清朝の商人が買い付け始めた。野生の大きな根はとくに高値で取引された。
かつてはアパラチア山脈地方と、隣接するペンシルベニア州やニューヨーク州の森林に広く自生していたが、大量に採集されたためにアメリカ合衆国のほとんどの地域では稀になっている 。ウィスコンシン州やミネソタ州では遮光下で栽培されており、植え付けから3、4年で収穫される 。現在では中国でも栽培されている。

## 有効成分
トチバニンジン属の植物は、数十種類のジンセノサイドと呼ばれるサポニンを含有し、これらが重要な有効成分であるとされているが、不明な点も多い。

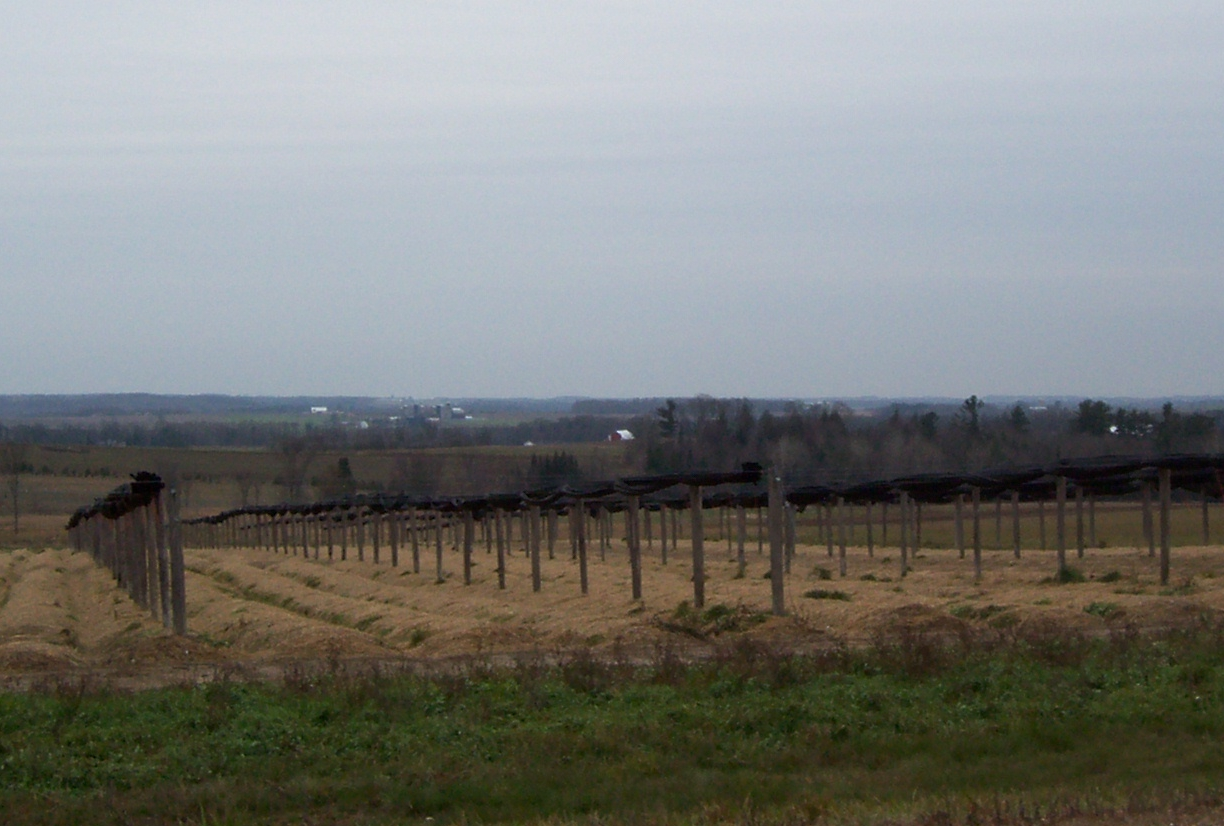
ウィスコンシン州のアメリカニンジン畑

## 効能・効果
補気養陰、清火生津。
朝鮮人参に似た強壮作用があるが、補気作用はやや弱い。しかし涼性（朝鮮人参は微温性）で、解熱鎮静作用があるため、ほてりやのぼせなどが見られる場合の滋養強壮には、朝鮮人参より便利な場合がある。また、体液の補充を促す作用がある。

## 副作用
健康食品として常用する例も多く、副作用は少ないとされるが、不明な点もある。

## 処方
発見が18世紀初頭と遅く、生薬として利用された歴史も浅いため、中国古典をもとに発展した日本漢方では、この生薬を利用した処方は知られていない。

## 保護の現状
米国の自然保護団体ザ・ネイチャー・コンサーバンシーは、本種をG3（危急）にランクしている。
ワシントン条約の附属書IIに掲載されている。